# Чарлстон (Мен)
Чарлстон (англ. Charleston) — місто (англ. town) в США, в окрузі Пенобскот штату Мен. Населення — 1551 особа (2020).

## Демографія
Згідно з переписом 2010 року, у місті мешкало 1409 осіб у 481 домогосподарстві у складі 347 родин. Було 546 помешкань
Расовий склад населення:
| - 97,6 % — білих - 0,7 % — корінних американців - 0,6 % — чорних або афроамериканців - 0,2 % — азіатів |

До двох чи більше рас належало 0,9 %. Частка іспаномовних становила 0,8 % від усіх жителів.
За віковим діапазоном населення розподілялося таким чином: 24,5 % — особи молодші 18 років, 65,1 % — особи у віці 18—64 років, 10,4 % — особи у віці 65 років та старші. Медіана віку мешканця становила 38,7 року. На 100 осіб жіночої статі у місті припадало 128,4 чоловіків;  на 100 жінок у віці від 18 років та старших — 128,3 чоловіків також старших 18 років.
Середній дохід на одне домашнє господарство  становив 59 875 доларів США (медіана — 50 417), а середній дохід на одну сім'ю — 63 344 долари (медіана — 52 083). Медіана доходів становила 41 484 долари для чоловіків та 29 464 долари для жінок. За межею бідності перебувало 10,6 % осіб, у тому числі 11,1 % дітей у віці до 18 років та 10,9 % осіб у віці 65 років та старших.
Цивільне працевлаштоване населення становило 596 осіб. Основні галузі зайнятості: роздрібна торгівля — 25,8 %, освіта, охорона здоров'я та соціальна допомога — 24,2 %, науковці, спеціалісти, менеджери — 8,6 %, будівництво — 8,1 %.